# Фонтани Термена
Фонтани Термена — чавунні фонтани, які були відлиті на Київському машинобудівному заводі Олексія Термена у 1899—1901 роках за проєктом архітектора Олександра Шіле за мотивами відомого та модного в той час паризького фонтану з площі Вогезів і встановлені на площах та в скверах Києва. Перший фонтан Термена з'явився на Європейській (тоді Царській) площі ще в 1872 році. У 1899—1901 роках було виготовлено 7 ідентичних чавунних фонтанів. Сьогодні ці фонтани прикрашають сквер біля Золотих Воріт, Маріїнський парк, Міський сад, сквер біля театру ім. І. Франка, Михайлівську площу, поліційний садок на вул. Антоновича. Майже всі фонтани знаходяться на своїх початкових позиціях. Фонтан з Софійської площі був перенесений у сквер на вул. Гончара у 1920 році у зв'язку з реконструкцією транспортної мережі міста.

## Історія
У 70-ті роки ХІХ століття за рішенням Київської міської думи було розпочато будівництво першого централізованого водопроводу Києва. Згідно з договором, Київське Товариство водопостачання мало не лише спорудити водогін, а й встановити фонтани у місті. 16 вересня 1871 року на засіданні міської думи були затверджені місця для двох перших фонтанів — Царська (Європейська) та Хрещатицька (Майдан Незалежності) площі. Пізніше були обрані місця для решти фонтанів: Театральна площа, Поділ (біля Гостинного двору), Михайлівська та Бессарабська площі. Усі фонтани відливалися в Києві на заводі Олексія Термена — провідного постачальника обладнання для водопровідного товариства. Вартість кожного фонтана сягала 6 тис. руб.
Фонтани не тільки прикрашали площі, парки й сквери міста, а й задовольняли практичні потреби містян, які могли брати з них воду для побутових потреб, сплачуючи по копійці за кожні шість відер на користь водопровідного товариства, або приводити худобу на водопій (по копійці з голови).

## Олексій Термен
Олексій Федорович Термен у 1855 році закінчив Технологічний інститут у Санкт-Петербурзі, але вирішив перебратися до Києва, в якому набирало обертів економічне життя. У Києві він брав участь у побудові пивоварного заводу, пройшовши шлях від проєктувальника-технолога та підрядника до директора і члена правління. У 1873 році Термен відкрив невелику майстерню з ремонту обладнання цукрових заводів, яка за три роки перетворилася на Машинобудівний завод Термена. У1887 році це було велике підприємство з 2 паровими машинами, паровими котлами та чавуноливарною піччю. Завод Термена виробляв котли, фільтри, насоси, центрифуги, бурякорізки, підйомники. На цьому заводі і були відлиті фонтани для міста.

## Опис фонтану
Фонтан має вигляд розгорнутої квітки, що прикрашена листям аканта. Чашу квітки знизу прикрашають маскарони чотирьох левів, з пащ яких тече вода. Існує міська легенда про те, що нібито майстер на прізвисько Фараон, який керував відливанням фонтанів, був брутальною людиною, полюбляв міцне слівце. Ливарники зробили карикатуру, надавши левовим мордам на верхньому ярусі фонтану людських рис. «Нехай краще з вуст ллється чиста вода, аніж брудні слова», — вирішили працівники.
Навколо опори кожного фонтану розміщується поділений на чотири фрагменти напис: «Завод / Термена / у Києві / рік встановлення».

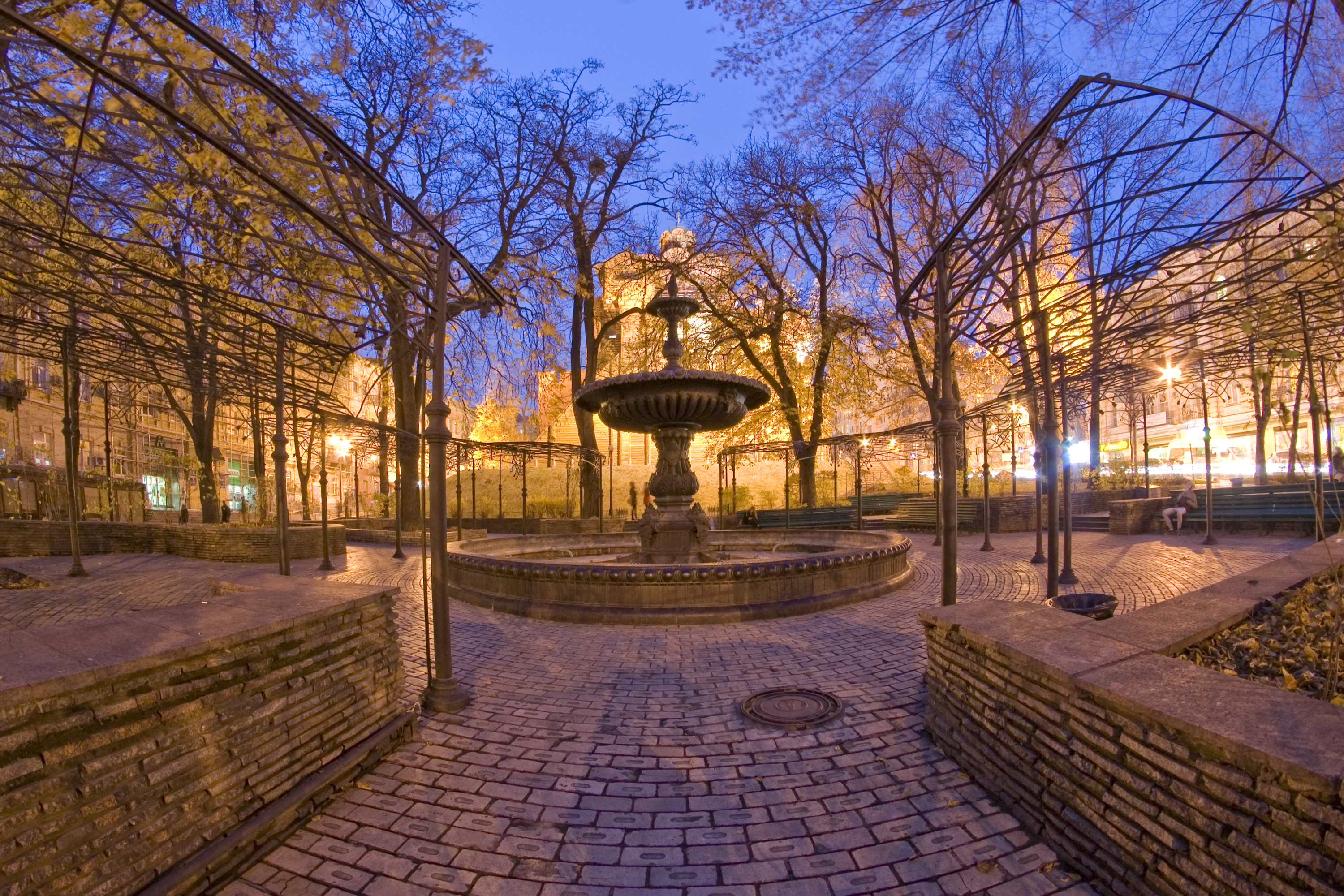
Фонтан Термена в Золотоворітському сквері
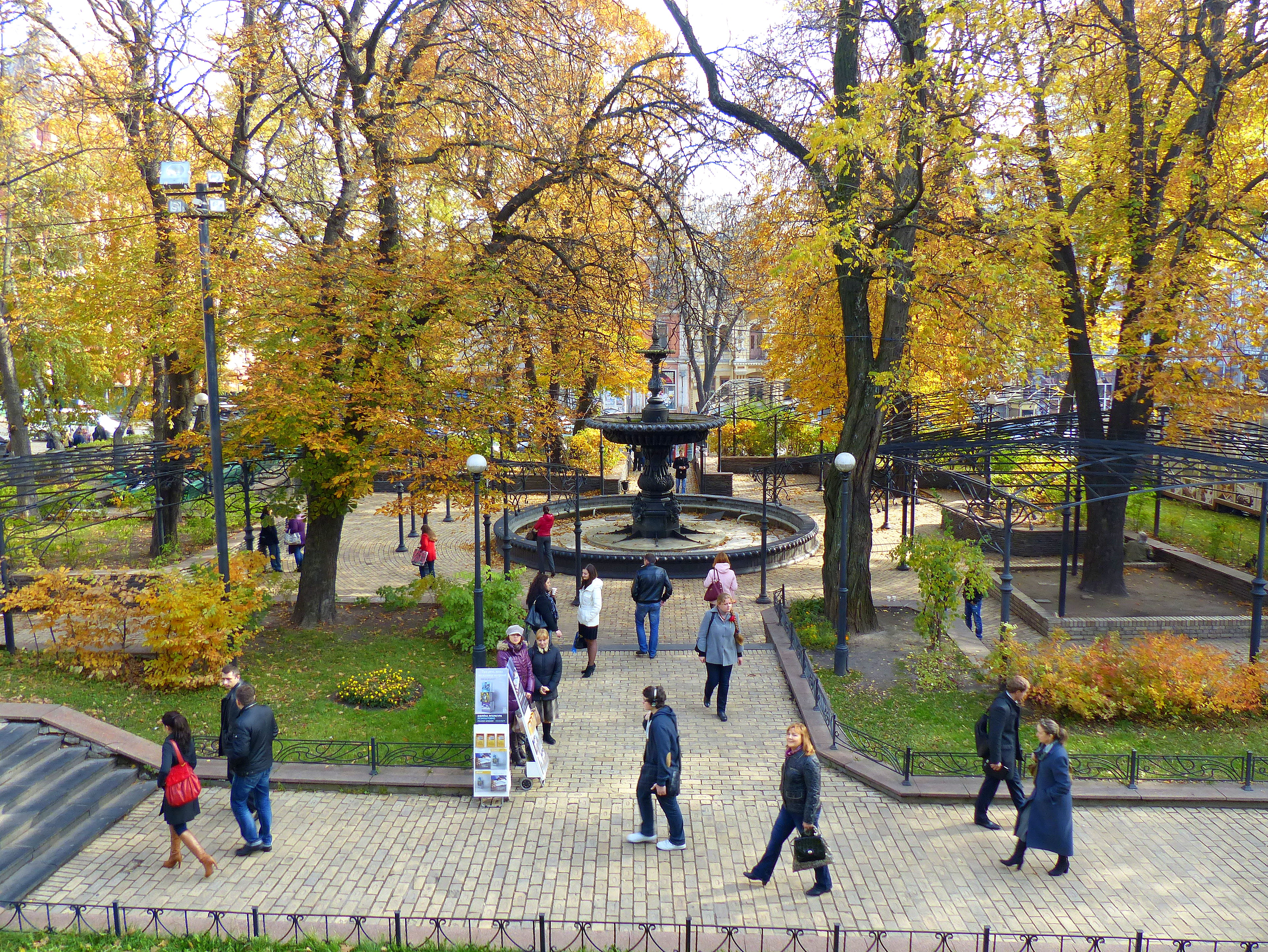
Фонтан Термена в Золотоворітському сквері
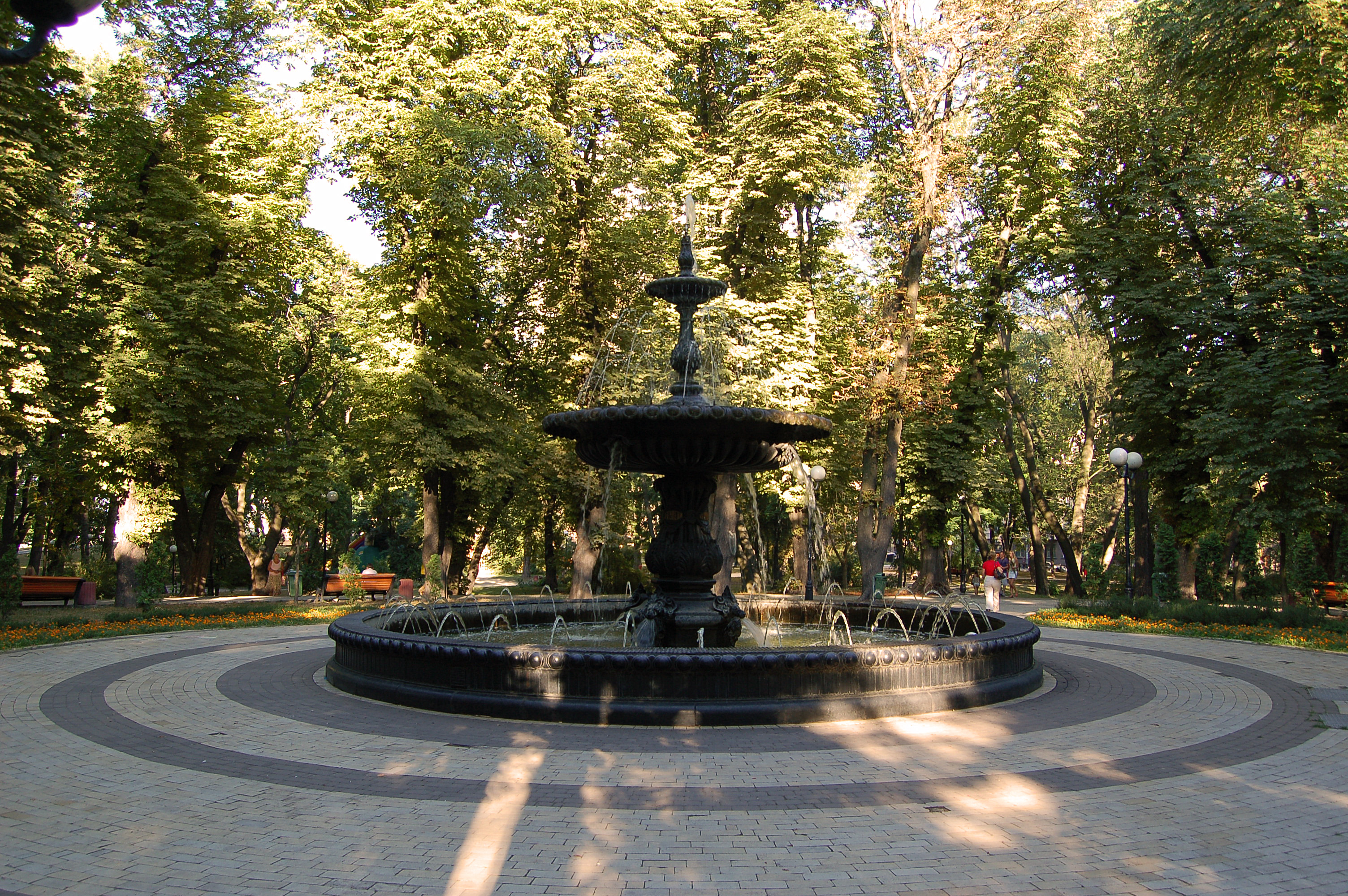
Фонтан Термена в Маріїнському парку (2013 р.)
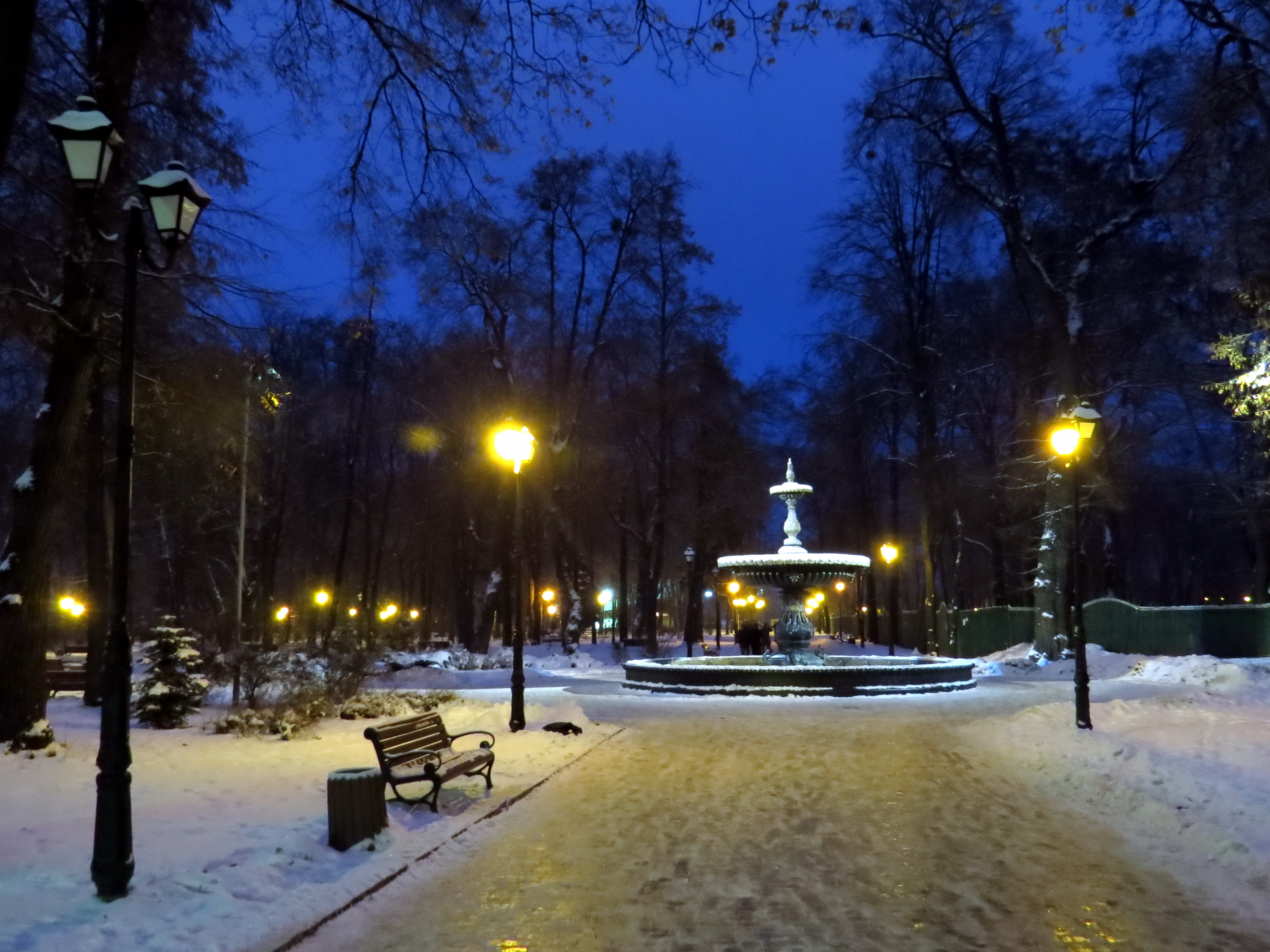
Фонтан Термена в Міському саду (2014 р.)
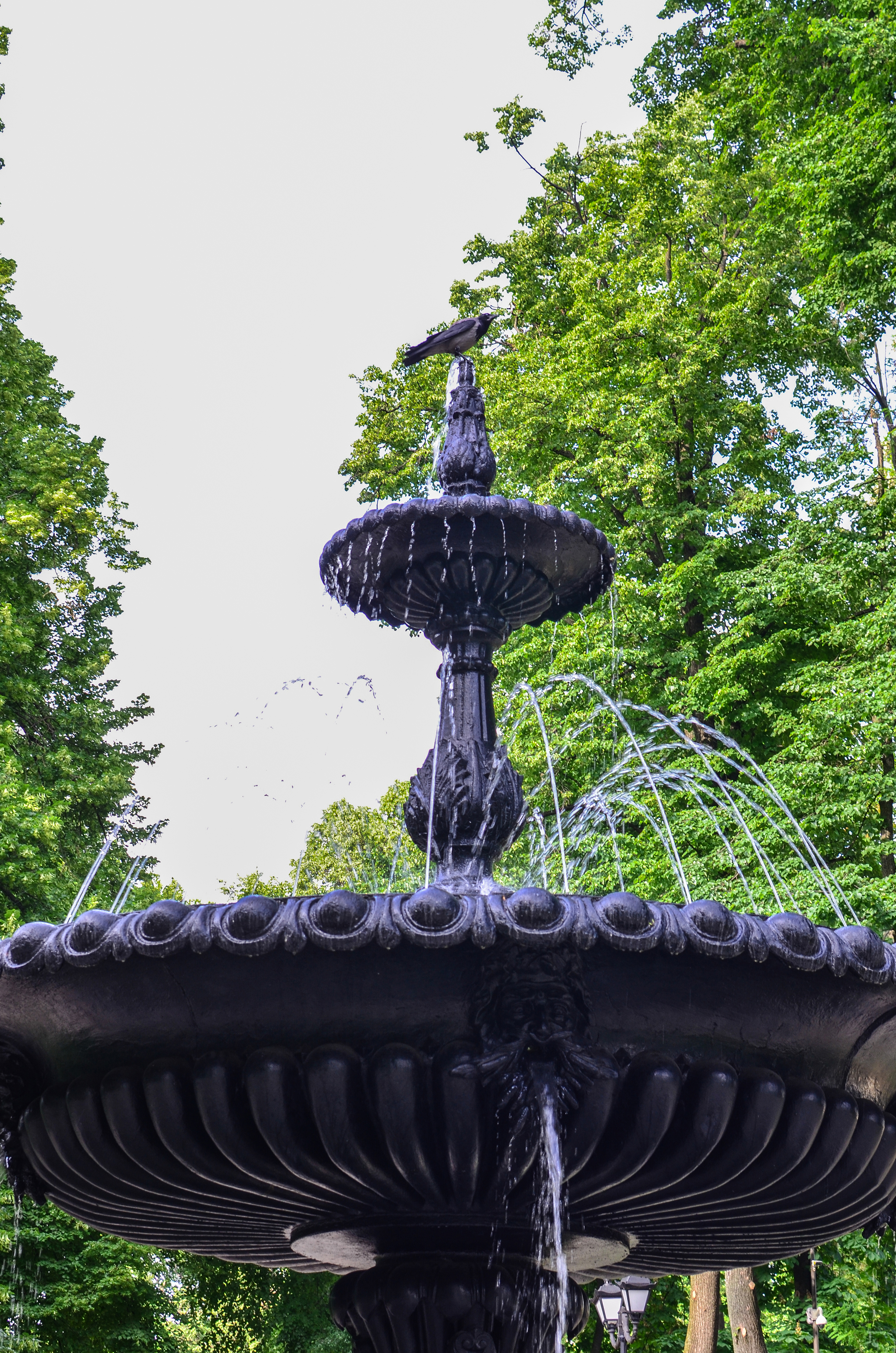
Фонтан Термена. Міський сад (2019 р.)
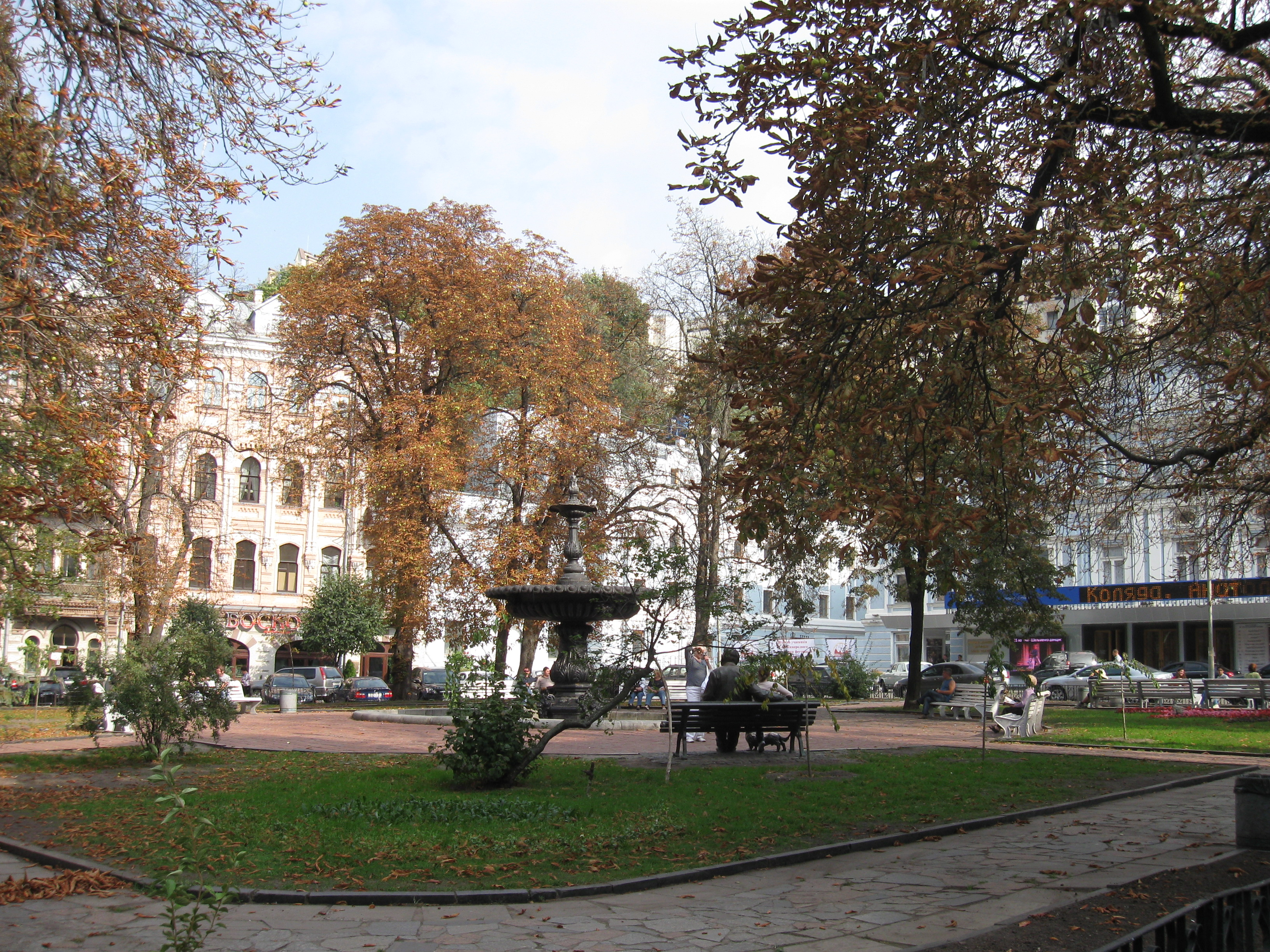
Фонтан Термена на площі Івана Франка
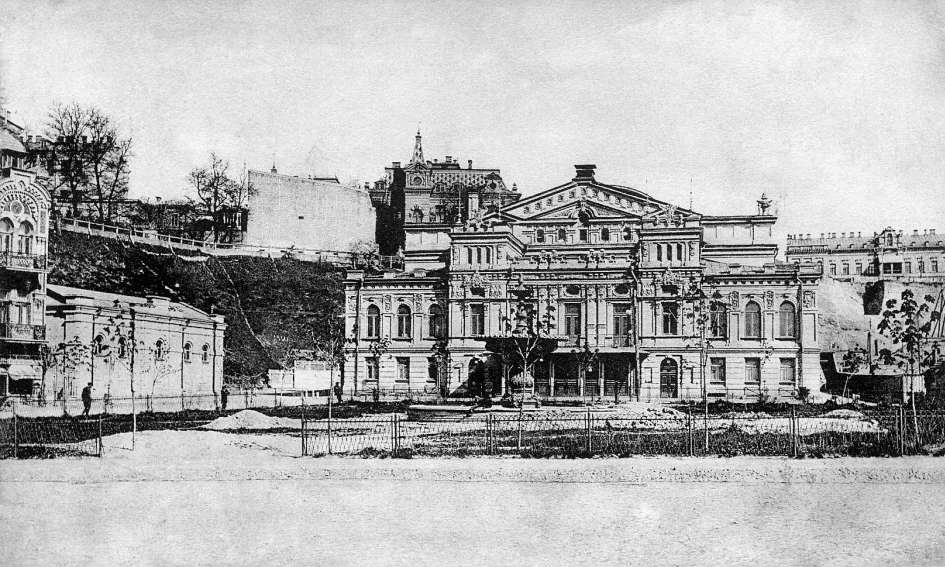
Фонтан Термена у сквері біля театру ім. І.Франка (1910 р.)

## Фонтан Термена в Міському парку. Галерея

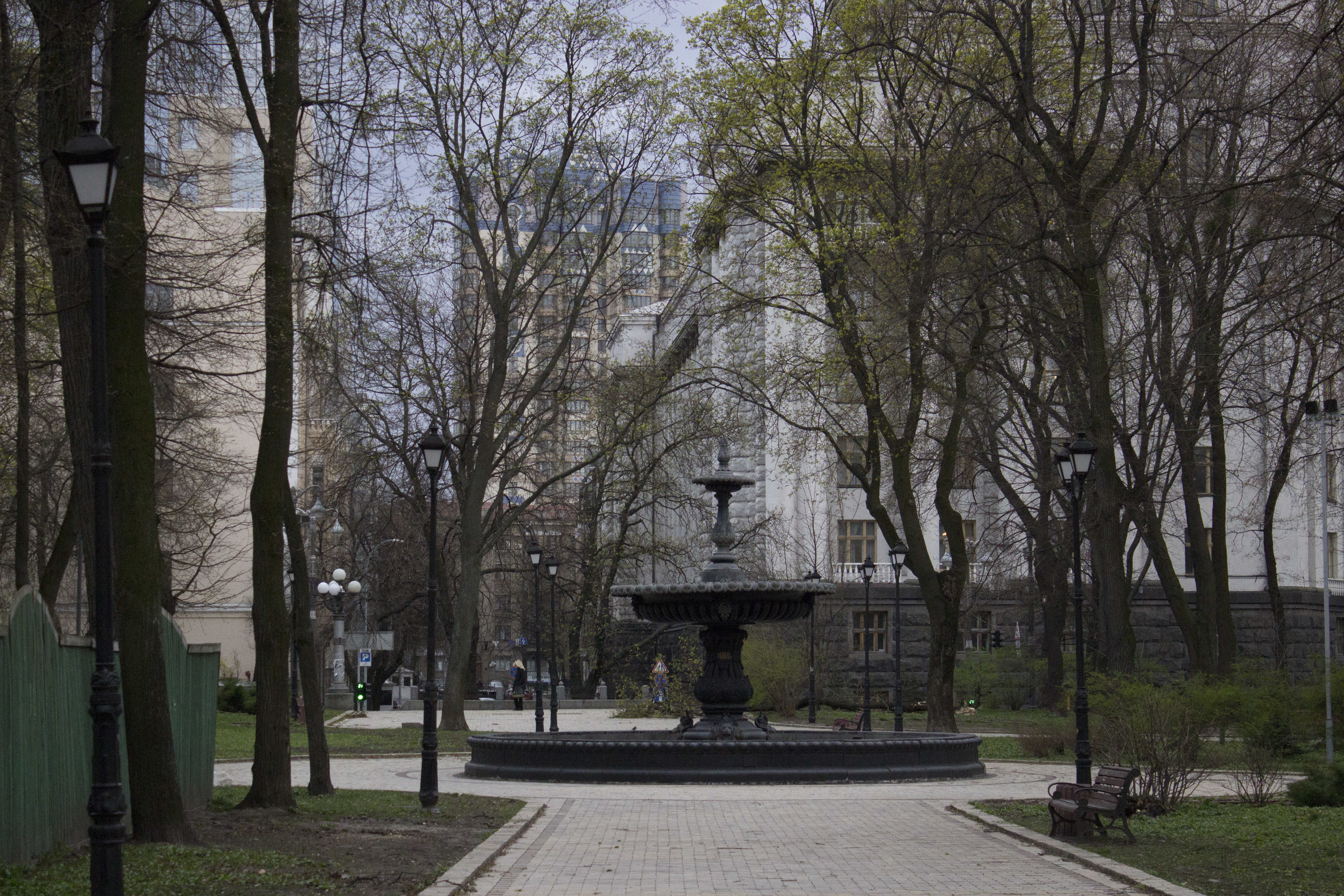
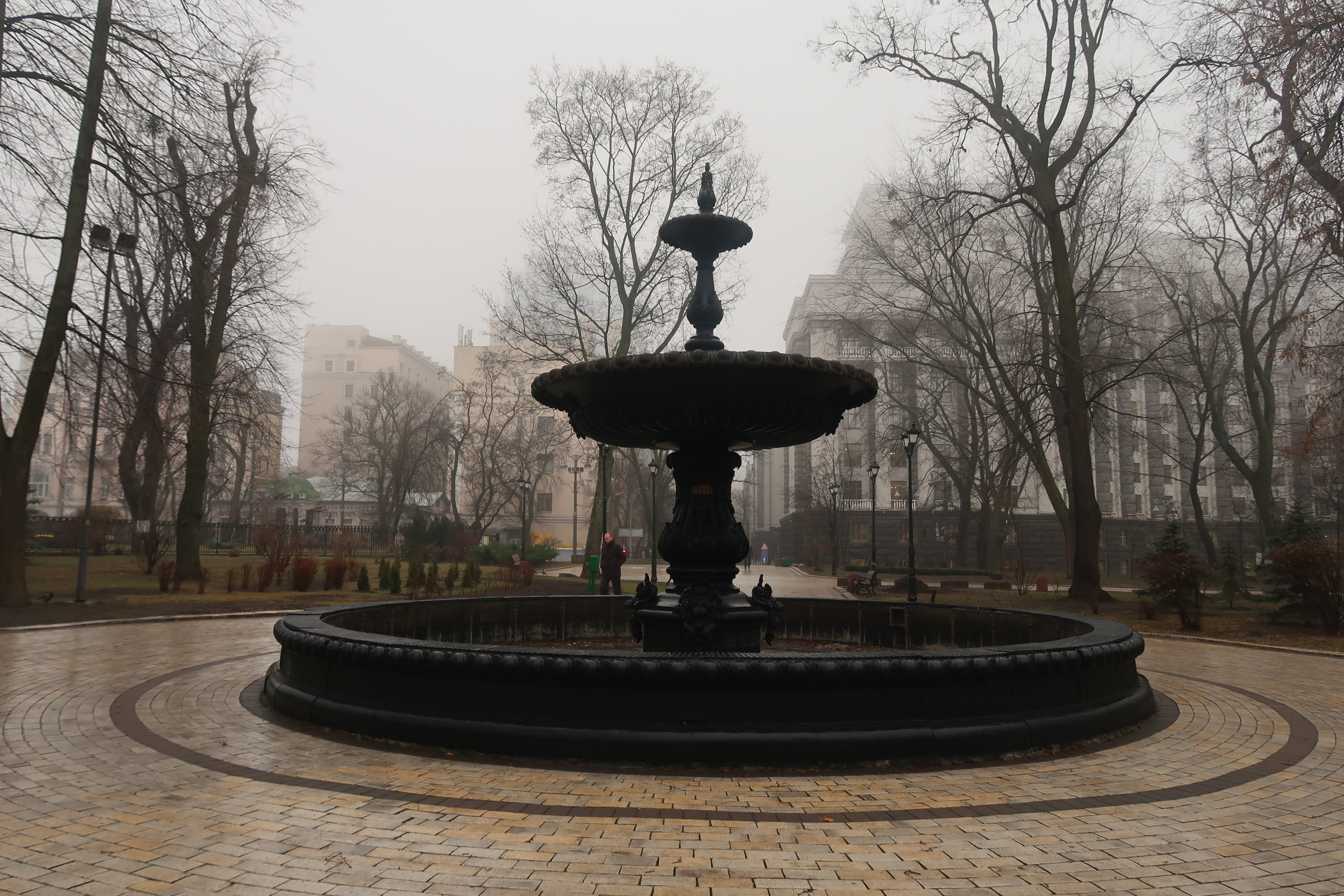
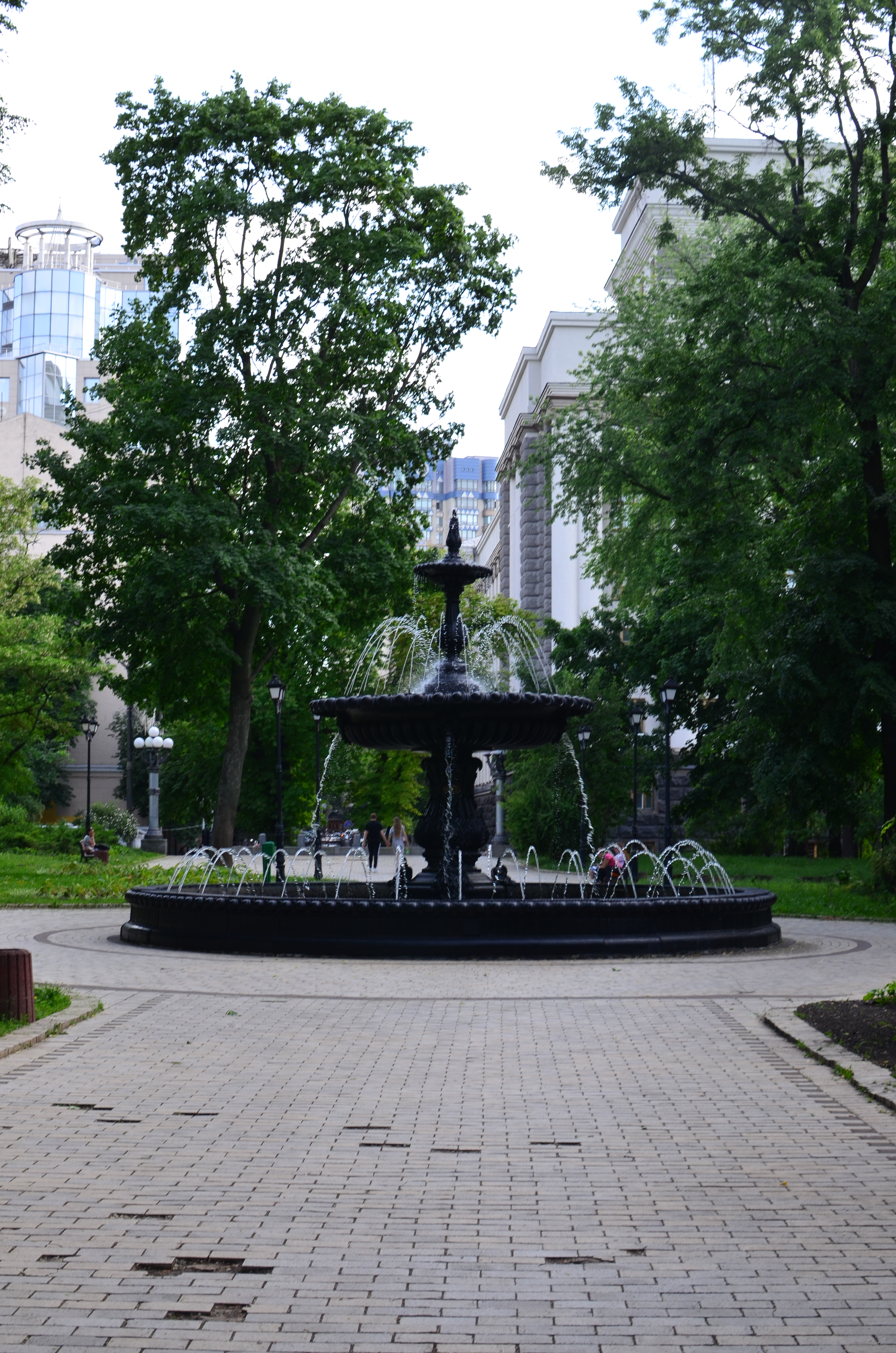
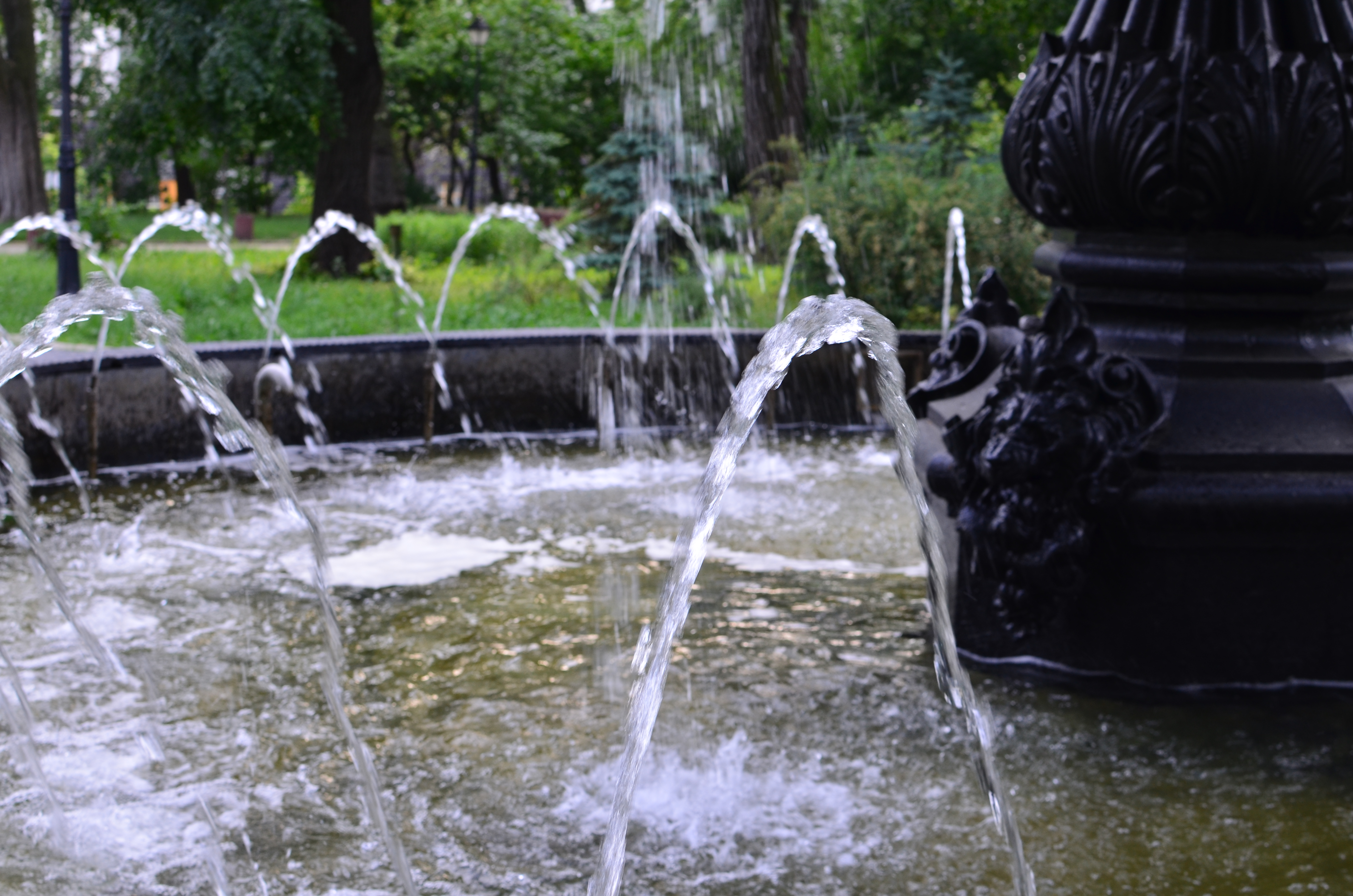
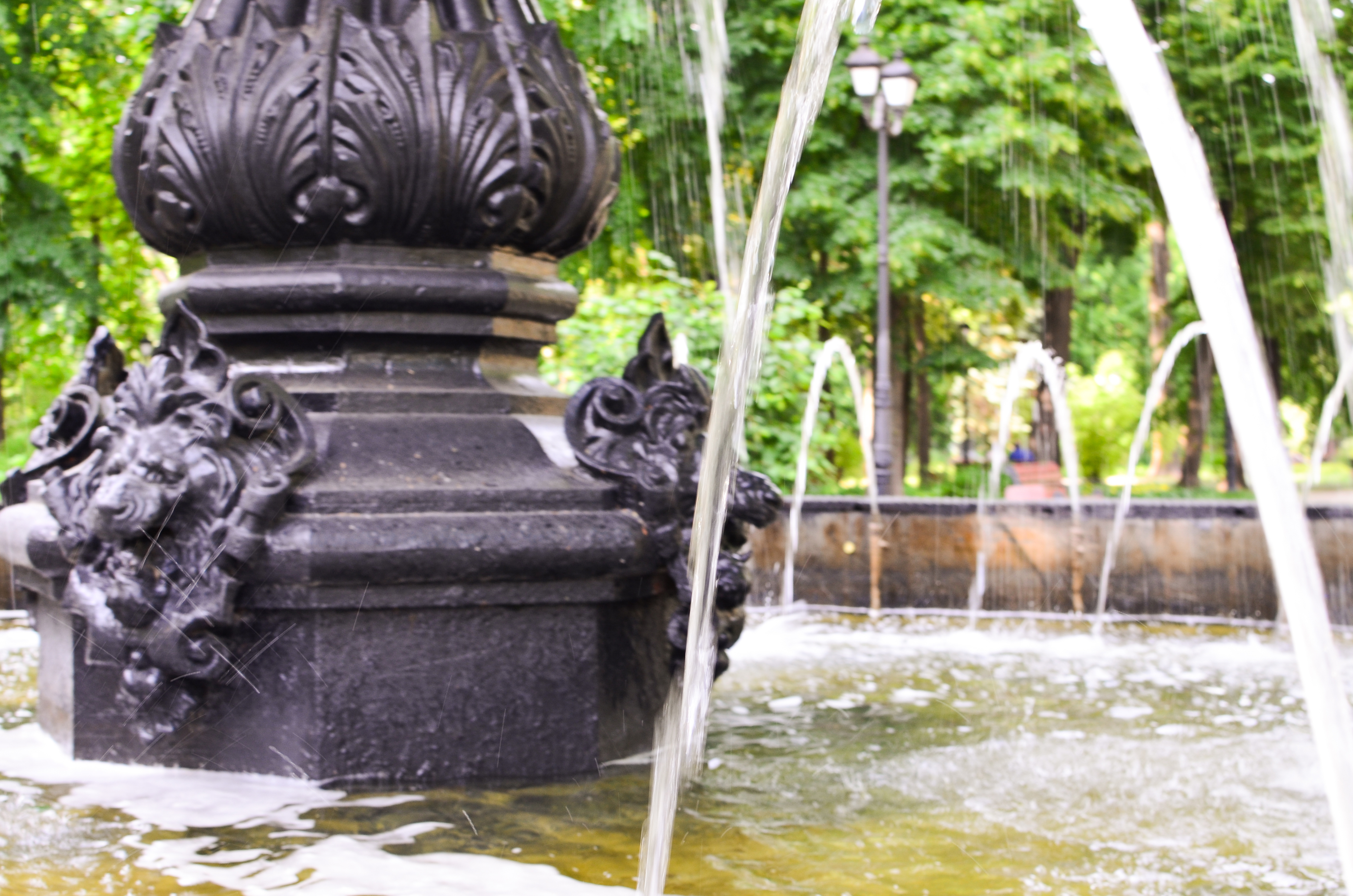
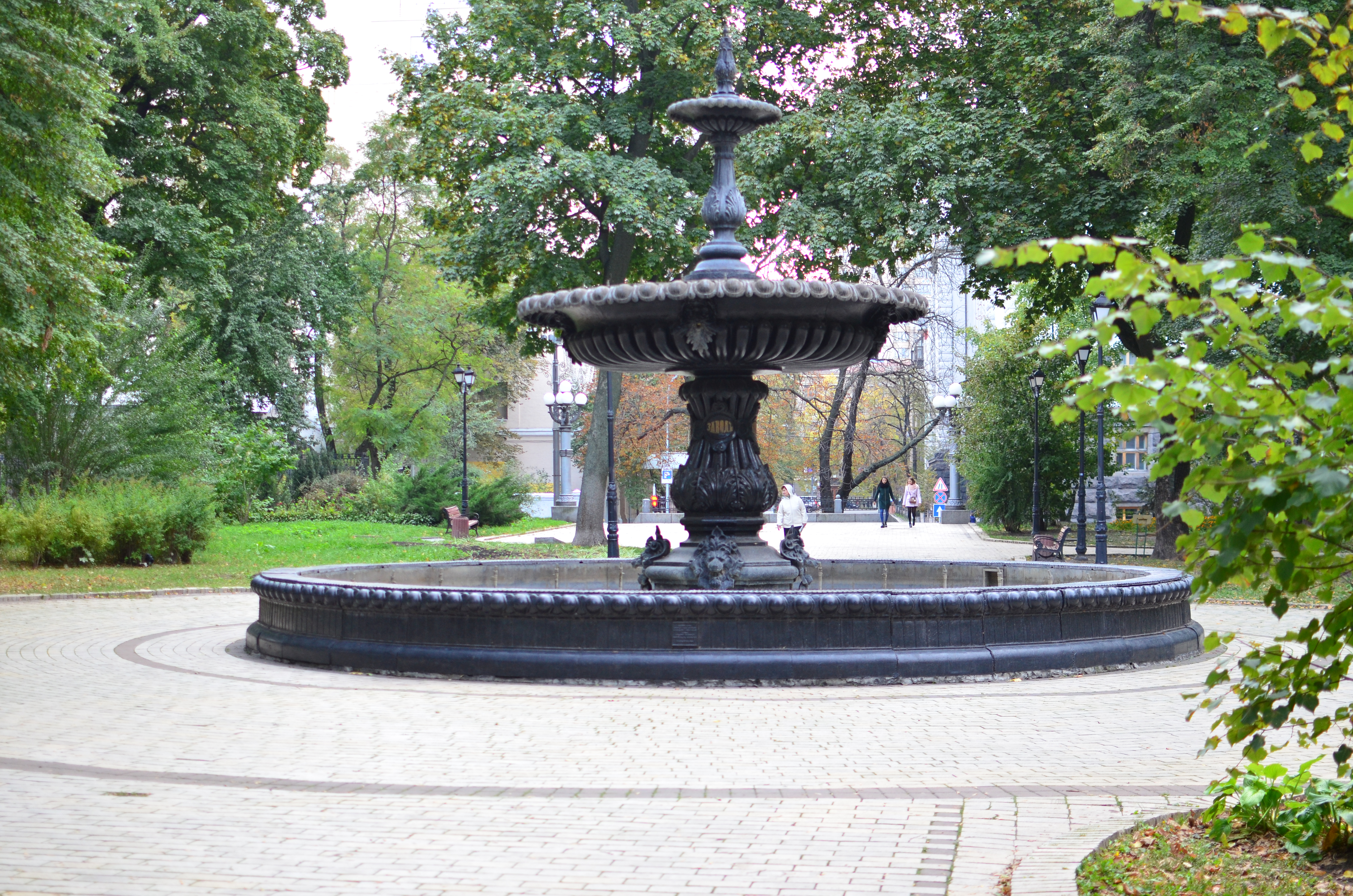
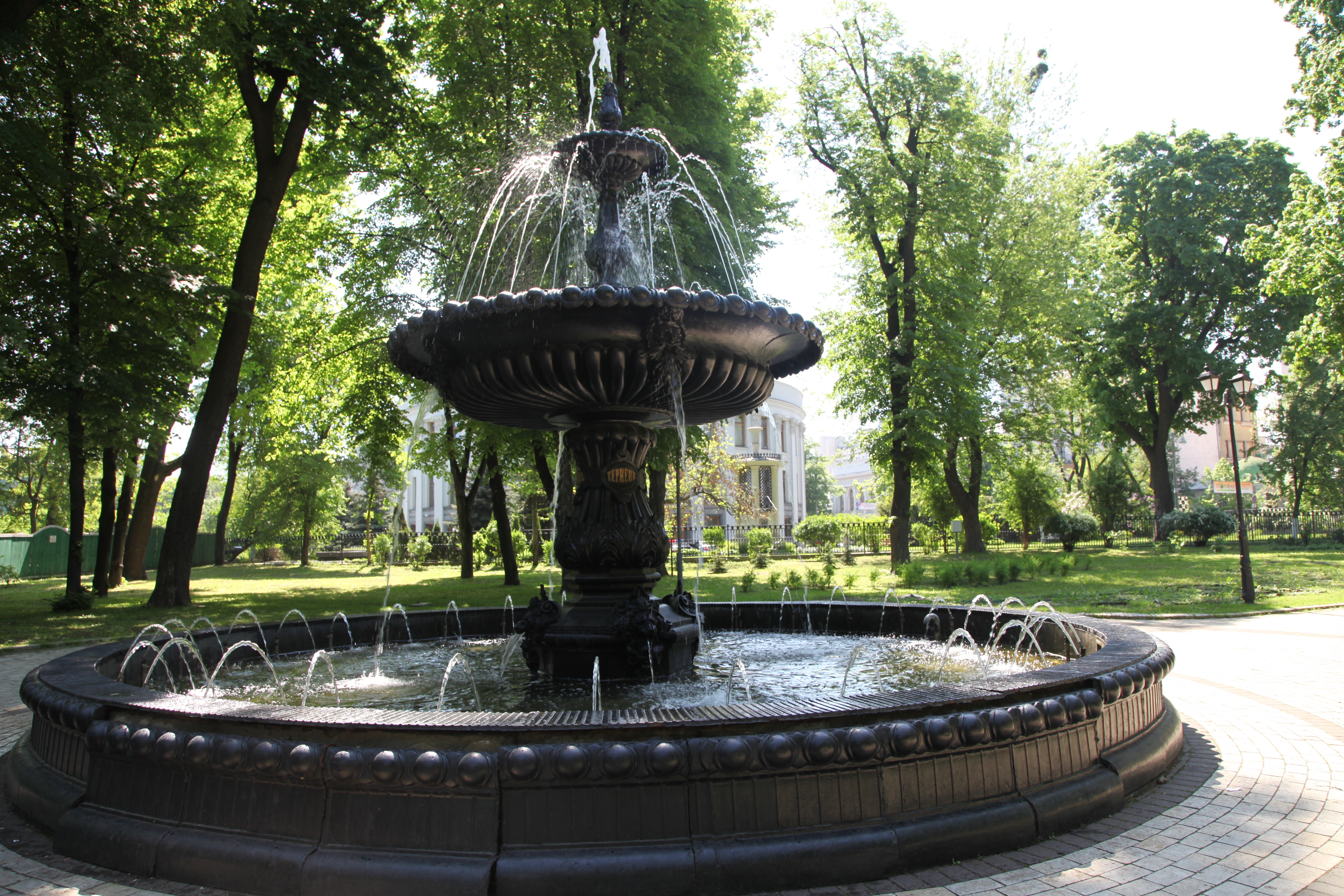
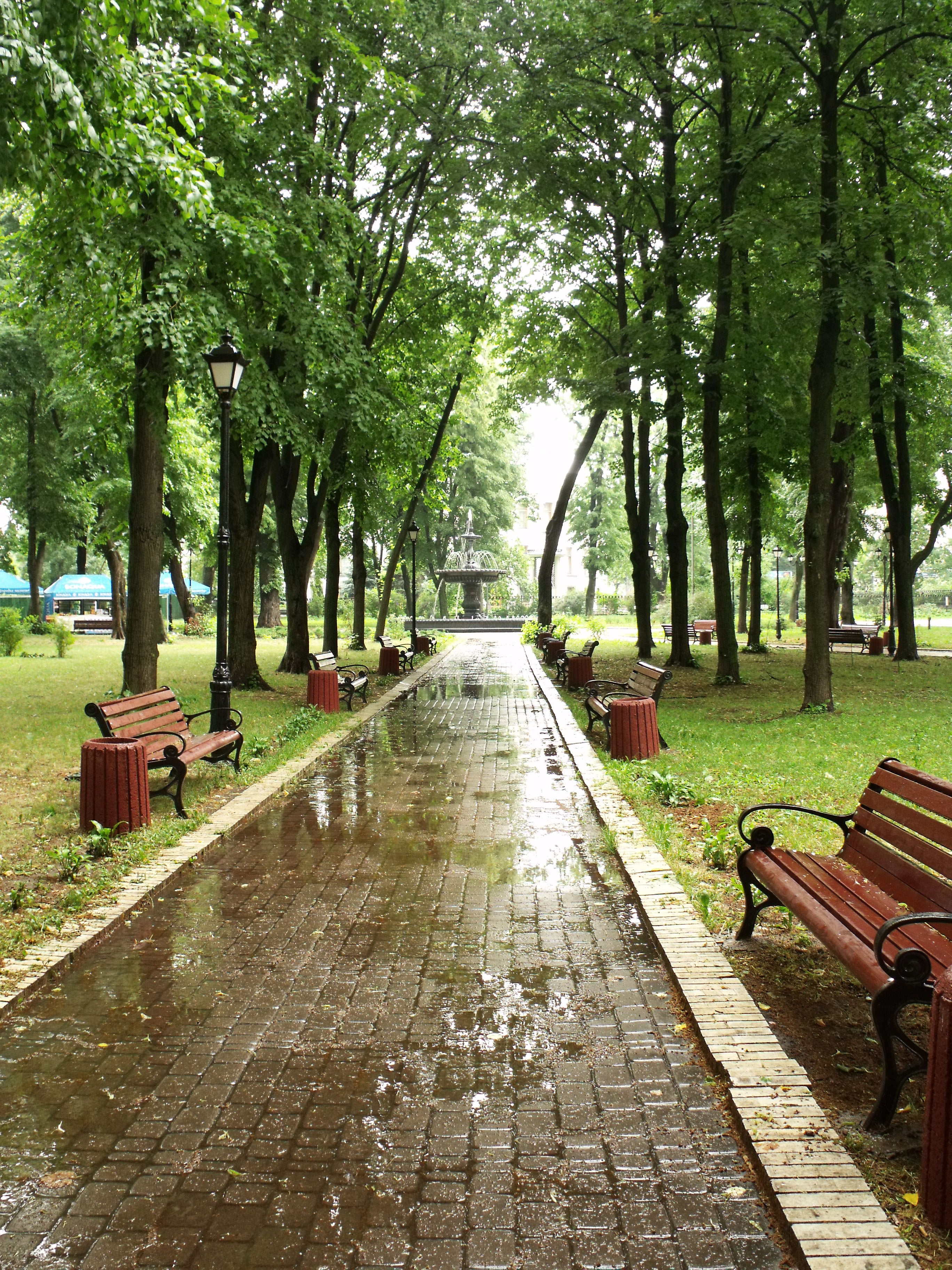

## У проєкті «Шукай»
У липні 2018 року в Києві (за адресою: вулиця Володимирська, 40/2, на стіні кафе «Трішки більше») встановлено мініскульптуру проєкту «Шукай», «Київський фонтан» (скульптор Сергій Галенко), присвячену фонтанам Термена. Прикмета скульптурки: Вкинеш монетку — повернешся до Києва.